# Международный институт португальского языка
Международный институт португальского языка, МИПЯ (порт. Instituto Internacional da Língua Portuguesa, IILP) — учреждение Содружества португалоязычных стран. Основные уставные цели — «пропаганда, защита, развитие и распространение португальского языка как средства культурного, образовательного и информационного обмена, открывающего доступ к научным знаниям и технологиям и используемого официально в международных форумах». Штаб-квартира находится в столице Республики Кабо-Верде городе Прая.
Идею о необходимости создания МИПЯ впервые на официальном уровне выдвинул в 1989 году Президент Бразилии Жозе Сарней. Однако реальные контуры данное предложение начало обретать лишь десять лет спустя, когда был разработан и принят устав МИПЯ, созвана первая Генеральная Ассамблея института, которая состоялась в апреле 2002 года в Республике Кабо-Верде.
В деятельности МИПЯ принимают участие восемь лузофонных стран четырёх континентов: Ангола, Бразилия, Восточный Тимор, Гвинея-Бисау, Кабо-Верде, Мозамбик, Португалия и Сан-Томе и Принсипи. В настоящее время португальский входит в восьмёрку наиболее распространённых языков мира, а из западноевропейских языков по числу носителей — ок. 220 млн чел. — уступает только английскому и испанскому.
Исполнительный директор МИПЯ (с 2006 года) — ангольский лингвист Амелия Мингаш (Amélia Mingas).